# 15 Brygada Zmechanizowana
15 Giżycka Brygada Zmechanizowana im. Zawiszy Czarnego (15 BZ) – brygada zmechanizowana Sił Zbrojnych RP.

## Formowanie i zmiany organizacyjne
15 Brygada Zmechanizowana została sformowana w 1994 roku, w garnizonie Giżycko, na bazie 2 Pułku Zmechanizowanego ze składu 1 Warszawskiej Dywizji Zmechanizowanej. Brygadę włączono do 15 Warmińsko-Mazurskiej Dywizji Zmechanizowanej im. Króla Władysława Jagiełły.
W 2000 roku brygada weszła w skład 1 Dywizji Zmechanizowanej im. T. Kościuszki.
Po rozformowaniu 4 Suwalskiej Brygady Kawalerii Pancernej im. gen. bryg. Zygmunta Podhorskiego 15 BZ przejęła, w 2001 roku kompleks koszarowy w Orzyszu.
W 2001 roku podporządkowano ją bezpośrednio dowódcy 1 Korpusu Zmechanizowanego w Bydgoszczy.
W 2004 roku brygadę włączono w skład 16 Pomorskiej Dywizji Zmechanizowanej im. Króla Kazimierza Jagiellończyka.
22 marca 2011 roku dowódcy brygady został podporządkowany 15 Mazurski Batalion Saperów w Orzyszu.
W 2023 r. 1 batalion zmechanizowany Szwoleżerów Mazowieckich Brygady został wyróżniony przez Instytut Pamięci Narodowej nagrodą honorową Świadek Historii.

## Tradycje
Na podstawie decyzji Ministra Obrony Narodowej nr 101/MON z dnia 14 lipca 1995 roku brygada przejęła dziedzictwo tradycji:
- 59 pułku piechoty wielkopolskiej 1919-1939
- 61 pułku piechoty 1919-1939
- 62 pułku piechoty 1919-1939
- 15 pułku artylerii lekkiej 1919-1939
- 2 pułku zmechanizowanego 1943-1994

Na podstawie decyzji Ministra Obrony Narodowej nr 6/MON z dnia 8 stycznia 2007 roku 2 batalion zmechanizowany dziedziczy tradycje:
- 9 Pułku Strzelców Konnych 1921-1939
- 9 Pułku Strzelców Konnych AK 1943-1945

Po rozformowaniu 4 Suwalskiej Brygady Kawalerii Pancernej brygada przejęła tradycje i dziedzictwo kolejnych jednostek:
- 1 pułku Ułanów Krechowieckich 1915-1945
- 2 pułku Ułanów Grochowskich 1917-1939
- 3 pułku Szwoleżerów Mazowieckich 1920-1939
- 3 pułku strzelców konnych 1921-1939
- 4 dywizjonu artylerii konnej 1918-1939

20 maja 2014 roku 1 batalion zmechanizowany przejął dziedzictwo tradycji 3 Pułku Szwoleżerów Mazowieckich im. pułkownika Jana Kozietulskiego i otrzymał nazwę wyróżniającą „Szwoleżerów Mazowieckich”.
Decyzją Nr 85/MON z dnia 12 kwietnia 2016 roku zostały wprowadzone proporce rozpoznawcze dowódców oraz proporczyki na berety żołnierzy pododdziałów 15 Giżyckiej Brygady Zmechanizowanej.

## Struktura organizacyjna 15 BZ w 2009 roku
- dowództwo i sztab
- batalion dowodzenia
- 1 batalion zmechanizowany
- 2 batalion zmechanizowany
- 1 batalion czołgów
- dywizjon artylerii przeciwpancernej
- dywizjon przeciwlotniczy
- pododdziały logistyczne

## Struktura organizacyjna 15 BZ
- Dowództwo 15 Giżyckiej Brygady Zmechanizowanej im. Zawiszy Czarnego w Giżycku
- batalion dowodzenia w Giżycku
- 1 batalion zmechanizowany Szwoleżerów Mazowieckich w Orzyszu
- 2 batalion zmechanizowany w Giżycku
- batalion czołgów w Orzyszu
- dywizjon artylerii samobieżnej w Orzyszu
- dywizjon przeciwlotniczy w Giżycku
- 1 batalion saperów w Augustowie (od XII 2023)
- 15 batalion saperów w Orzyszu (do 2023)
- batalion logistyczny w Giżycku
- 15 Grupa Zabezpieczenia Medycznego w Giżycku
- kompania rozpoznawcza w Giżycku

## Uzbrojenie
Na uzbrojeniu brygady znajdują się: bojowe wozy piechoty BWP-1, czołgi podstawowe PT-91 Twardy oraz K2 Black Panther, rozpoznawcze samochody opancerzone BRDM-2, haubice samobieżne 2S1 Goździk, moździerze samobieżne Rak, armaty przeciwlotnicze ZU-23-2 i SPZR Poprad. Ponadto brygada jako środków transportowych używa rodziny pojazdów ciężarowych Star oraz samochodów terenowo-osobowych Honker. Podczas szkoleń przed misją PKW Afganistan, poddziały używają także pojazdów wysokiej mobilności typu HMMWV.

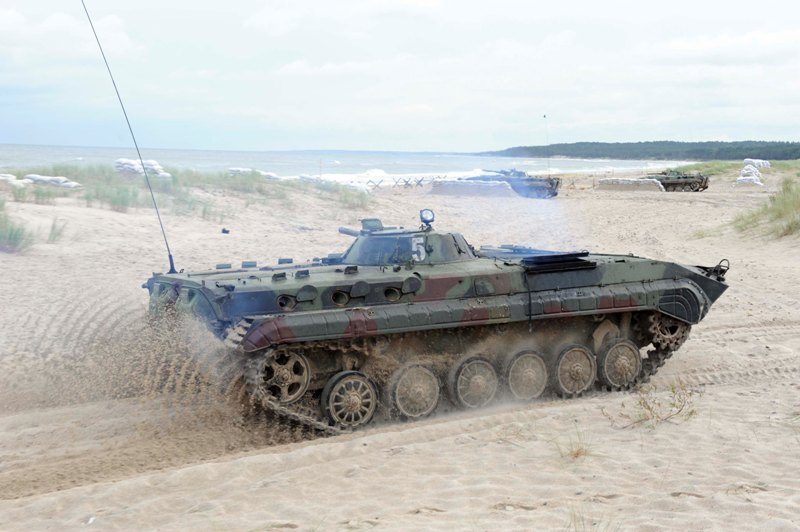
BWP-1
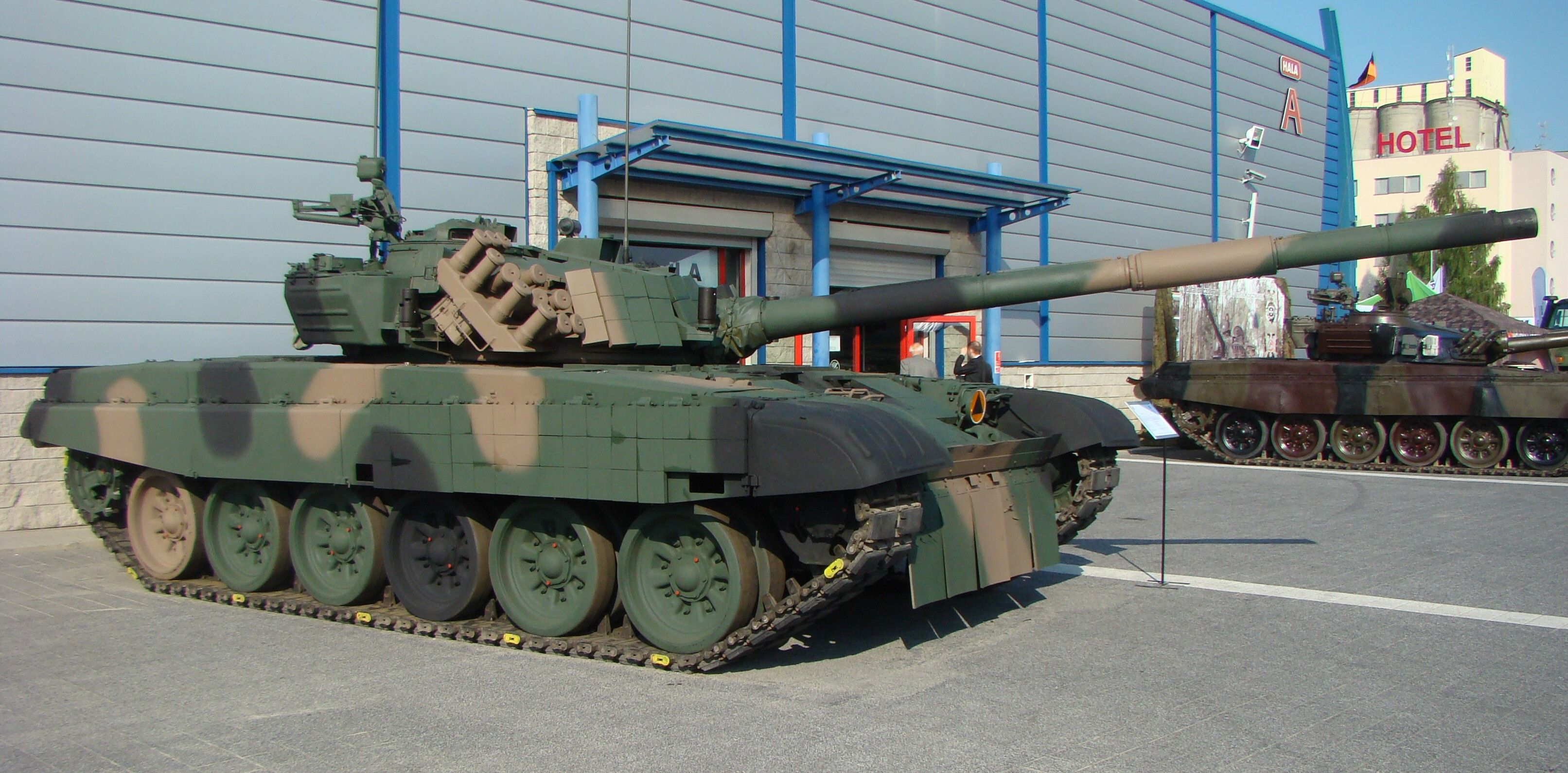
PT-91 Twardy
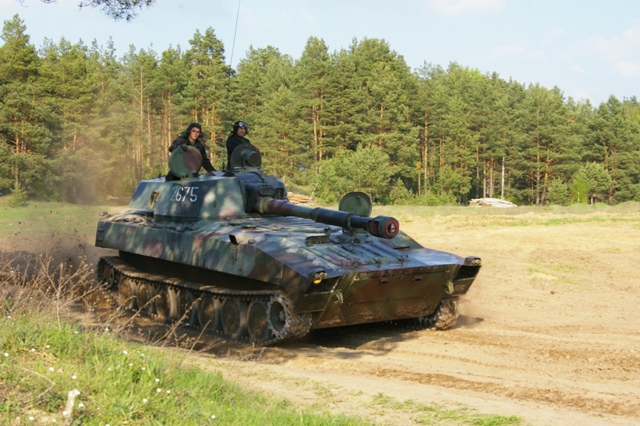
2S1 Goździk
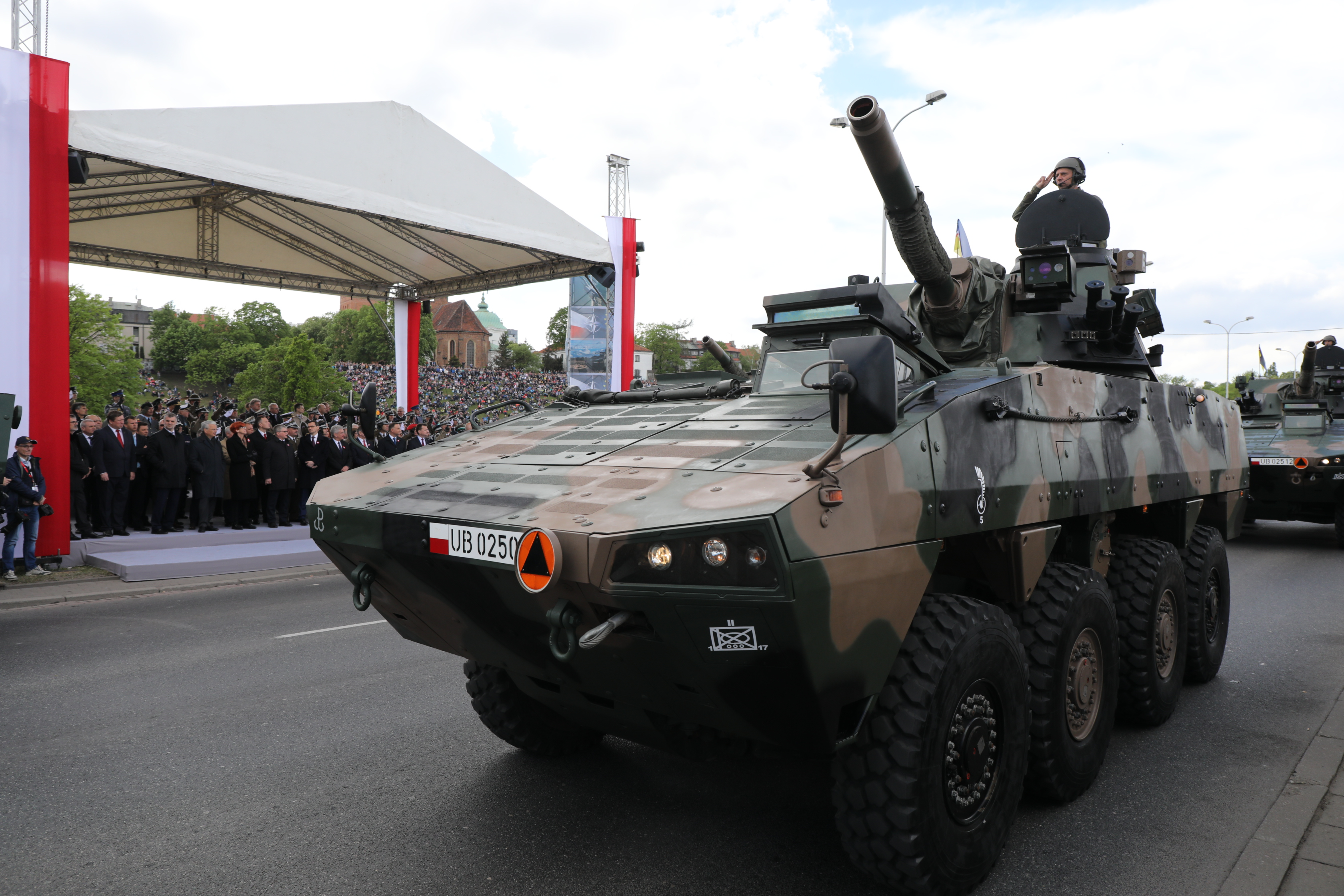
Rak
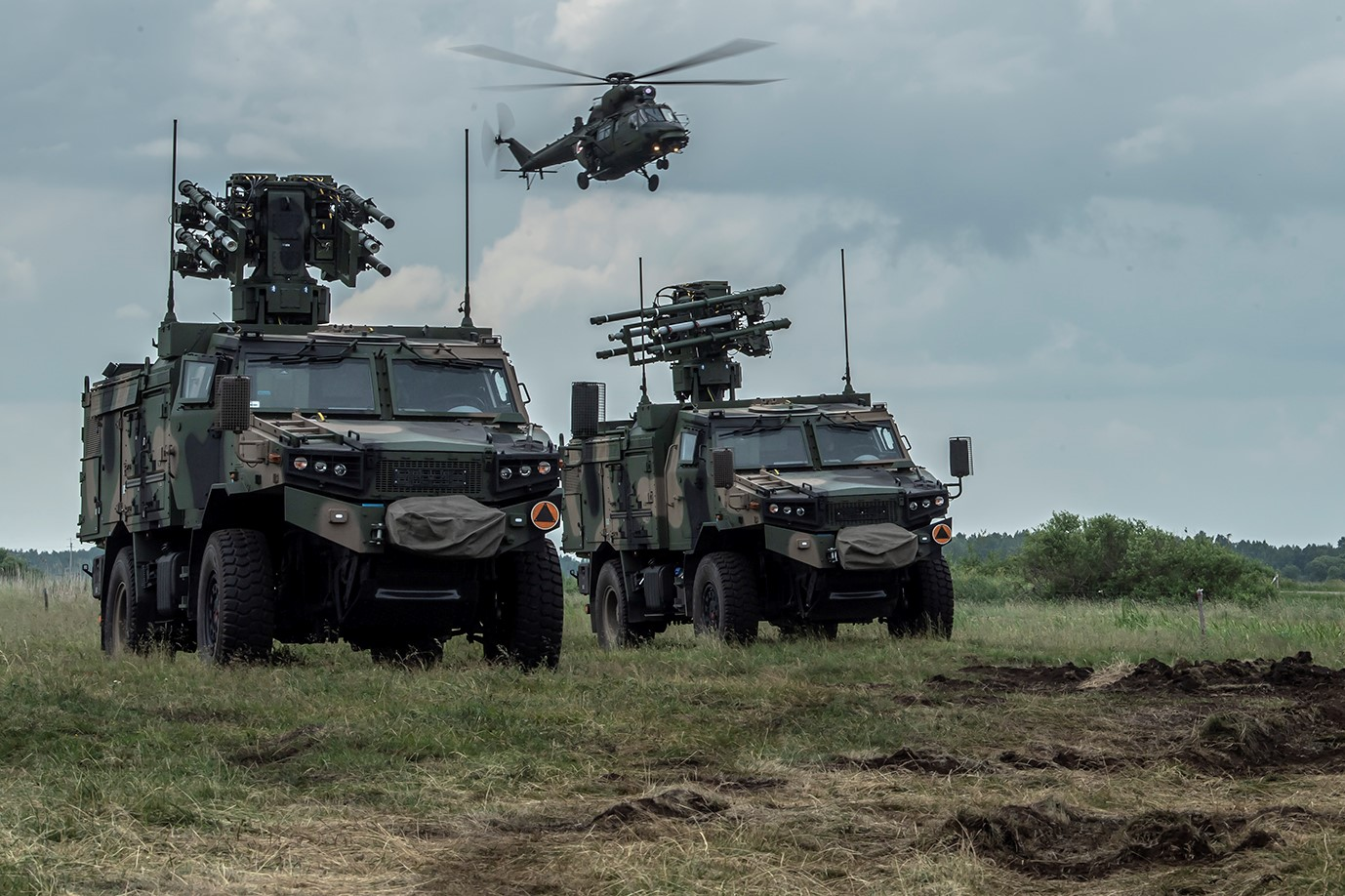
SPZR Poprad

## Dowódcy
- ppłk dypl. Ireneusz Rydzyński (1994–1996)
- płk dypl. Kazimierz Pałasz (1996–2000)
- płk dypl. Marek Ryszelewski (2001–2002)
- gen. bryg. Jerzy Zatoński (2002–2005)
- gen. bryg. Witold Poluchowicz (2005–2006)
- gen. bryg. Zbigniew Smok (2006–18.08.2009)
- gen. bryg. Piotr Błazeusz (18.08.2009–1.07.2013)
- gen. bryg. Sławomir Kowalski (1.07.2013–30.07.2015)
- płk dypl. Jan Rydz (30.07.2015–06.05.2016)
- gen. bryg. dr Jarosław Gromadziński (06.05.2016–27.07.2018)
  - cz. p.o. płk Bogdan Rycerski (27.07.2018–9.08.2018)[5]
- gen. bryg. Norbert Iwanowski (9.08.2018–15.11.2019)[6]
  - cz. p.o. płk Bogdan Rycerski (15.11.2019)[6]
- płk/gen. bryg. Bogdan Rycerski (20.03.2020–30.11.2021)
- płk/gen. bryg. Piotr Fajkowski (01.12.2021[7]–29.09.2023[8])
- płk/gen. bryg. Grzegorz Kaliciak (od 29.09.2023[9][10])